# Исторический музей Буффало
Исторический музей Буффало (англ. Buffalo History Museum) — музей в США, находится в городе Буффало, штат Нью-Йорк.

## История
Был основан в 1901 году обществом Buffalo Historical Society (образовано в 1862 году), которое с 1960 года называлась Buffalo and Erie County Historical Society. Название общества и музея — Buffalo History Museum — стало 25 октября 2012 года. Экспонаты находятся на всех трёх этажах, в музее имеется большая научная библиотека, содержащая более 100 000 артефактов.
Здание, в котором находится музей, было построено в 1901 году как павильон штата Нью-Йорк (New York State Building) для Панамериканской экспозиции и стало единственным сохранившимся сооружением выставки, остальные были снесены. По окончании выставки в него переехало общество Buffalo Historical Society.
Проект здания был разработан архитектором Джорджем Кэри, его южный портик напоминает афинский Парфенон. В 1987 году здание стало Национальным историческим памятником США.
Фронтон фасада был разработан скульптором Эдмондом Аматейсом:
- Фасад здания и его фронтон